# 50412 Ewen
50412 Ewen è un asteroide della fascia principale. Scoperto nel 2000, presenta un'orbita caratterizzata da un semiasse maggiore pari a 2,6887444 UA e da un'eccentricità di 0,0833208, inclinata di 3,04375° rispetto all'eclittica.
L'asteroide è dedicato all'astronomo amatoriale canadese Harry Ewen, il cui telescopio è stato utilizzato dallo scopritore per la scoperta di quindici asteroidi tra cui questo.